# Can Vilaseca (Santa Margarida de Montbui)
Can Vilaseca és una masia de Santa Margarida de Montbui (Anoia) inclosa a l'Inventari del Patrimoni Arquitectònic de Catalunya.

## Descripció
Masia originàriament de planta basilical. De planta baixa, pis i golfes. Ha sofert transformacions com l'addició d'un cos de planta quadrada que sobresurt per sobre de la teulada original. Davant de la façana principal hi ha un tancat enjardinat. A destacar, de la façana principal, les obertures, de diferents tipus i mides, i les arcades de les golfes. A l'interior hi ha una capella dedicada a la Puríssima.

## Història
En els capbreus dels anys 1520, 1635, 1685, 1727, 1770 apareix amb el nom de Mas dels Torrents. En l'amillarament de l'any 1850 ja s'anomena Mas Vilaseca.